# Марија Октјабрскаја
Марија Васиљевна Октјабрскаја (рус. Мария Васильевна Октябрьская; Фастив, 16. август 1905 — Крим, 15. март 1944) била је совјетски тенкиста и борила се на источном фронту против немачких нациста током Другог светског рата.
Након што је њен супруг погинуо у рату 1941. године, Октјабрскаја је продала сву своју имовину како би донирала за један тенк у ратне сврхе и захтевала је да она има дозволу да њиме управља. Одобрен јој је захтев и била је обучена да управља средњи тенк T-34, који је назван „Борбена девојка” (рус. Боевая подруга).
Октјабрскаја је показала своју храброст и вештине и била је унапређена у чин водника. Након што је подлегла повредама задобијеним на ратишту 1944. године, постхумно је проглашена Херојем Совјетског Савеза, највећом чашћу Совјетског Савеза за храброст током рата. Она је прва од само две жене тенкиста које су одликоване овом титулом.

## Галерија
- Спомен на кући у Томску у којој је становала Октјабрскаја.
- Значка одликовања за снајперисте и тенкисте.